# Koya
Pour les articles homonymes, voir Koya (Kurdistan irakien).
Le koya est une langue dravidienne, parlée par environ 330 000 Aborigènes dans les États de l'Andhra Pradesh, du Madhya Pradesh et de l'Orissa en Inde.
Les Koyas résident sur les deux rives de la rivière Godavari qui coule dans ces trois États.

## Phonologie
Les tableaux présentent les phonèmes vocaliques et consonantiques du dialecte gommu du koya.

### Voyelles
|         | Antérieure   | Centrale     | Postérieure  |
| ------- | ------------ | ------------ | ------------ |
| Fermée  | i [i] ī [iː] |              | u [u] ū [uː] |
| Moyenne | e [e] ē [eː] |              | o [o] ō [oː] |
| Ouverte |              | a [a] ā [aː] |              |

### Consonnes
|              |              | Bilabiales | Dentales | Alvéolaires | Alvéolaires | Alvéolaires | Rétrofl. | Vélaires | Glottales |
| ------------ | ------------ | ---------- | -------- | ----------- | ----------- | ----------- | -------- | -------- | --------- |
| Centrales    | Latérales    | Bilabiales | Dentales | Palatales   |             |             | Rétrofl. | Vélaires | Glottales |
| Occlusives   | Sourdes      | p [p]      | t [t]    |             |             |             | ṭ [ʈ ]   | k [k]    |           |
| Occlusives   | Sonores      | b [b]      | d [d]    |             |             |             | ḍ [ɖ ]   | g [ɡ]    |           |
| Affriquées   | Sourdes      |            |          |             |             | c [ t͡ʃ ]    |          |          |           |
| Affriquées   | Sonores      |            |          |             |             | j [ d͡ʒ]     |          |          |           |
| Fricatives   | Sourdes      |            |          | s [s]       |             |             |          |          | h [h]     |
| Fricatives   | Sonores      | v [v]      |          |             |             |             |          |          |           |
| Nasales      | Nasales      | m [m]      |          | n [n]       |             |             | ņ [ɳ]    |          |           |
| Liquides     | Liquides     |            |          |             | l [l]       |             |          |          |           |
| Roulées      | Roulées      |            |          | r [r]       |             |             |          |          |           |
| Semi-voyelle | Semi-voyelle |            |          |             |             | y [ j]      |          |          |           |

## Sources
- (en) Tyler, Stephen A., Koya: An Outline Grammar. Gommu Dialect, University of California Publications in Linguistics 54, Berkeley, University of California Press, 1969.